# Saga „Zmierzch”: Przed świtem – część 2
Saga „Zmierzch”: Przed świtem (ang. The Twilight Saga: Breaking Dawn − part 2) – film w reżyserii Billa Condona, ekranizacja powieści Przed świtem Stephenie Meyer. W główne role wcielili się Robert Pattinson, Kristen Stewart i Taylor Lautner. Światowa premiera części 1 filmu odbyła się 18 listopada 2011 roku, a premiera części 2 odbyła się 16 listopada 2012.

## Fabuła
Po przemianie Bella nie zachowuje się jak inne nowo-narodzone wampiry – potrafi nad sobą panować, jest w stanie powstrzymać się od zaatakowania człowieka, a głód nie przesłania jej miłości do bliskich. Wkrótce okazuje się, że dziecko Belli i Edwarda posiada nadprzyrodzoną moc – potrafi pokazywać swoje wspomnienia, prośby, żądania za pomocą obrazów. Poza tym rozwija się w zatrważającym tempie – po trzech miesiącach dziewczynka wygląda jak dwulatka. Gdy wampirzyca z Denalii, Irina, dostrzega Renesmee w lesie, bierze ją za „nieśmiertelne dziecko”, których tworzenie jest niezgodne z prawem ustanowionym przez Volturi. Zawiadamia Aro, Kajusza i Marka o zaistniałym incydencie. Kiedy wiadome jest, że dojdzie do starcia z Volturi, Alice i Jasper niespodziewanie znikają i zostawiają Belli dziwne znaki. Cullenowie, którzy zdążyli pokochać Renesmee, zwołują wszystkie znane im wampiry z całego świata, aby ci potwierdzili, że dziecko Belli i Edwarda rozwija się i nie jest tym, za kogo uważają je Volturi. Podczas zjazdu wampirów Bella dowiaduje się, że ma wyjątkowy dar – może chronić swoich bliskich przed atakami mentalnymi. Cullenowie przekonują Volturi, że Renesmee nie jest jedynym takim przypadkiem i nie stanowi niebezpieczeństwa dla reszty wampirów. Volturi, nie mając argumentów, by ukarać Cullenów, zawieszają broń i odchodzą w pokoju, zgładziwszy uprzednio Irinę. Po tych wydarzeniach Bella i Edward ze swoją córeczką przenoszą się do swojego domku w lesie niedaleko Forks, by odtąd mieszkać tam w spokoju i niczym niezmąconym szczęściu.

## Obsada
- Kristen Stewart – Bella Cullen
- Robert Pattinson – Edward Cullen
- Taylor Lautner – Jacob Black
- Billy Burke – Charlie Swan
- Ashley Greene – Alice Cullen
- Peter Facinelli – Carlisle Cullen
- Elizabeth Reaser – Esme Cullen
- Nikki Reed – Rosalie Hale
- Kellan Lutz – Emmett Cullen
- Jackson Rathbone – Jasper Hale
- Mackenzie Foy – Renesmee Cullen
- Chaske Spencer – Sam Uley
- Maggie Grace – Irina Denali
- Jamie Campbell Bower – Cauis Volturi
- Michael Sheen – Aro Volturi
- Daniel Cudmore – Felix
- Charlie Bewley – Demetri
- Dakota Fanning – Jane
- Cameron Bright – Alec
- Andrea Powell – Sasha
- Casey LaBow – Kate
- Mía Maestro – Carmen
- Christian Camargo – Eleazar
- Omar Metwally – Amun
- Andrea Gabriel – Kebi
- Angela Sarafyan – Tia
- Rami Malek – Benjamin
- Tracey Heggins – Senna
- Judith Shekoni – Zafrina
- John Edward Lee – solista angielskiej grupy rockowej
- Lee Pace – Garrett
- Patrick Brennan – Liam
- Valorie Curry – Charlotte
- Guri Weinberg – Stefan
- Noel Fisher – Vladimir
- Masami Kosaka – Toshiro
- Julia Jones – Leah Clearwater
- Booboo Stewart – Seth Clearwater